# Aleksander Piotrowski (psychiatra)

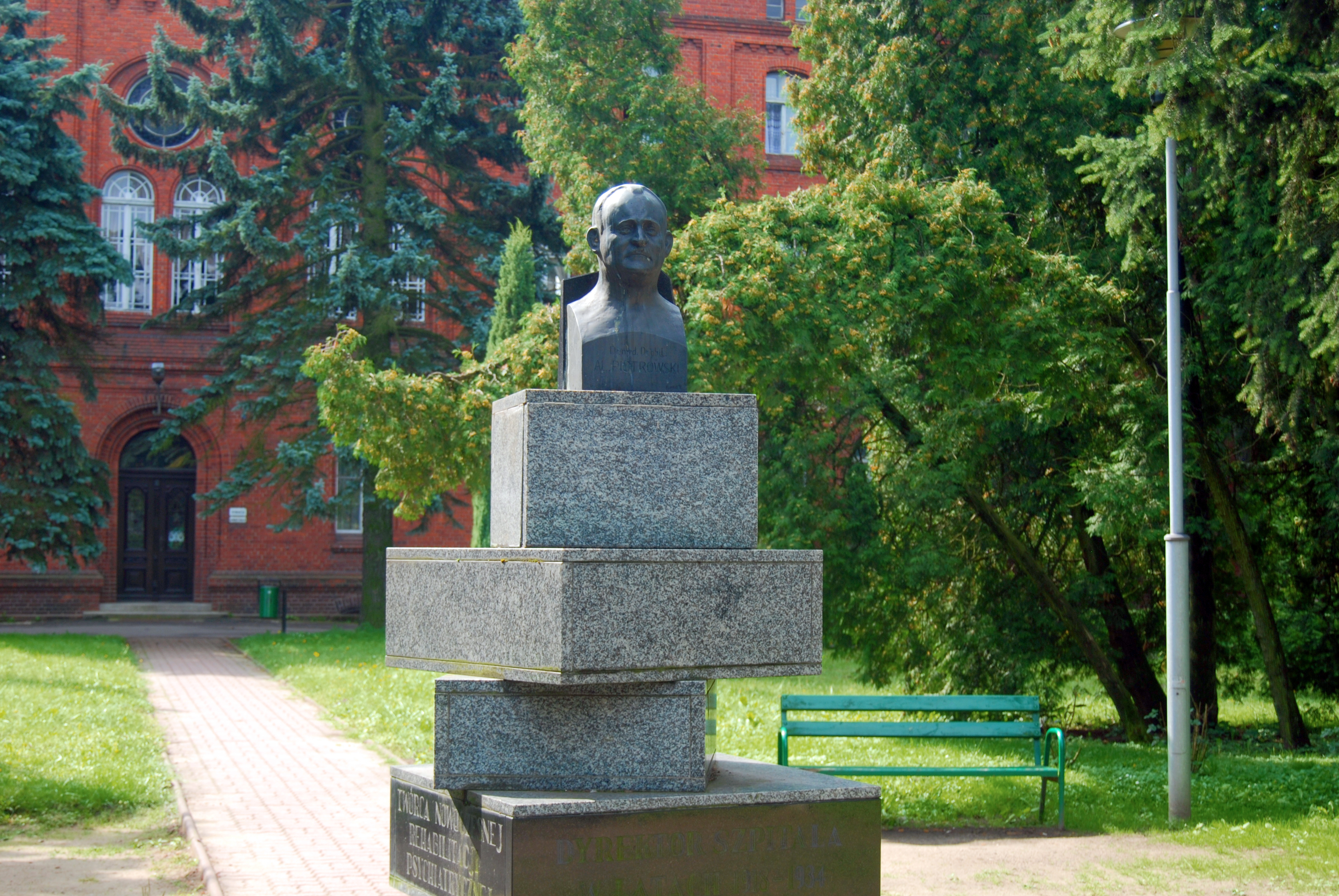
Pomnik Aleksandra Piotrowskiego na terenie szpitala w Dziekance

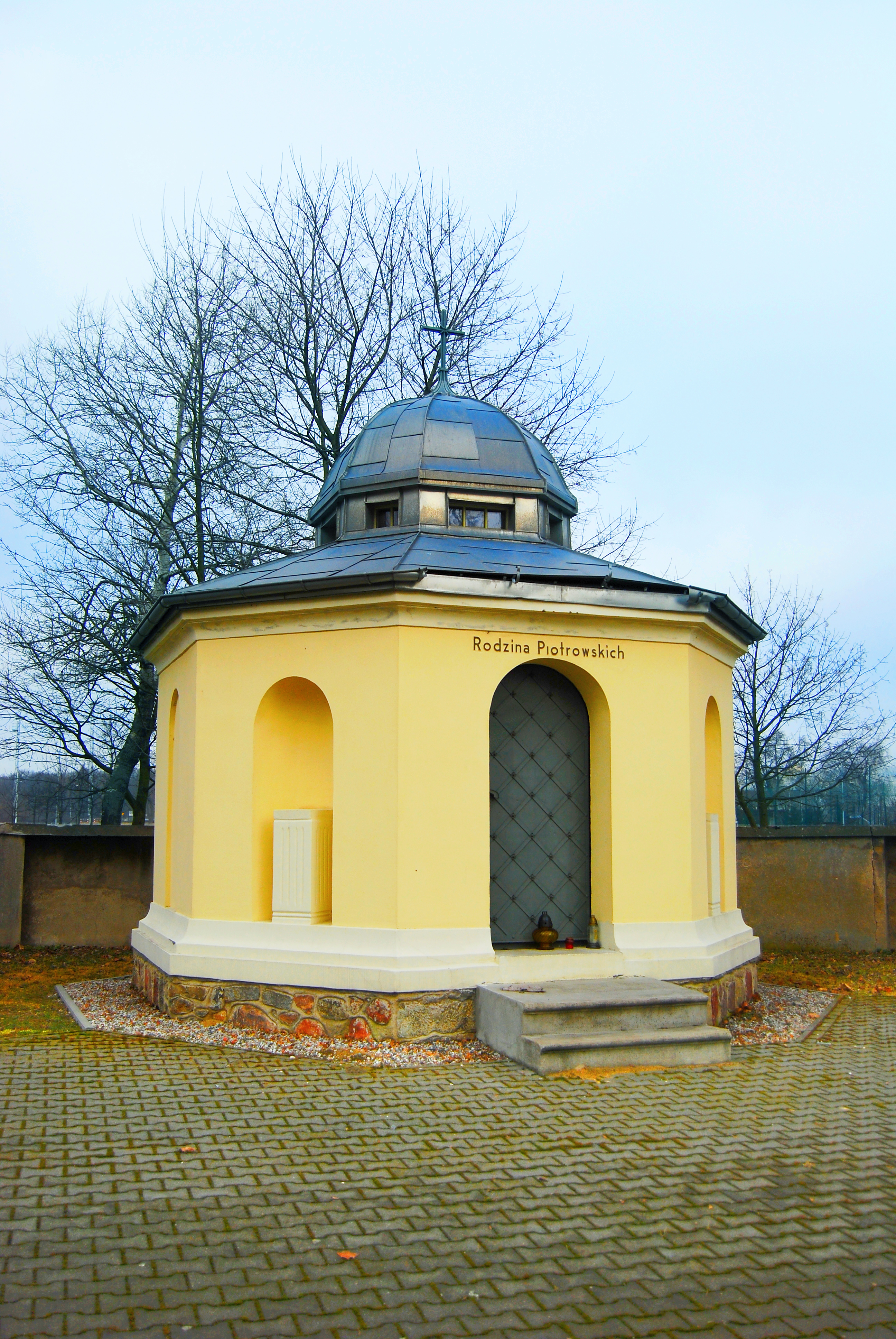
Grobowiec rodziny Piotrowskich na dawnym cmentarzu szpitala Dziekanka przy ul. Dalkoskiej

Aleksander Piotrowski (ur. 18 grudnia 1878 w Berlinie, zm. 12 grudnia 1933 w Dziekance) – polski lekarz psychiatra i neurolog, kierownik Krajowego Zakładu Psychiatrycznego w Dziekance.

## Życiorys
Był najstarszym synem Władysława Piotrowskiego i Marii z Holznerów; miał sześcioro rodzeństwa. Uczył się w gimnazjum realnym w Poznaniu, następnie studiował medycynę, slawistykę i muzykologię na Uniwersytecie Fryderyka Wilhelma w Berlinie. Od kwietnia 1902 kontynuował studia na Uniwersytecie w Rostocku. W 1905 zdał egzaminy lekarskie, a 23 marca 1906 obronił dysertację na stopień doktora medycyny (Untersuchungen über das Verhalten der Nervenfasern in der abgeklemmten Herzspitze) przygotowaną pod kierunkiem Oscara Langendorffa. 21 lutego 1910 na podstawie rozprawy z dziedziny muzykologii (Die Quintuplicität der Rhythmik in mittelalterlichen Melodien) otrzymał tytuł doktora filozofii. Od 1906 do 1911 praktykował w różnych niemieckich zakładach psychiatrycznych – w Rostocku u Fedora Schuchardta, w sanatorium Kurhaus Bad Nerotal w Wiesbaden, w Obernigk u Lewalda, Bad Kissingen u Leussera i w Ilten pod Hanowerem, gdzie był ordynatorem w kierowanym przez Hessego zakładzie. Później pracował w poliklinikach neurologicznych Oppenheima i Hermanna Krona w Berlinie i w szpitalu Moabit u Georga Klemperera. Od 1915 do 1917 związany z zakładem psychiatrycznym Karla Edla w Charlottenburgu. Od 1917 do 1919 był naczelnym lekarzem w sanatorium Juliusa Weila w Schlachtensee. Od 1918 wykładał neurologię i psychiatrię na kursach „Uranii” w Berlinie.
Z małżeństwa z Anną Becke urodziła się jedna córka, Maria (1906–1930), zamężna za lekarzem Franciszkiem Wilczyńskim (1909–1935).
Od 1 lipca 1919 kierował Krajowym Zakładem Psychiatrycznym w Dziekance, gdzie jego współpracownikiem był lekarz psychiatra i filozof medycyny Kazimierz Filip Wize.
Od 1924 wydawał czasopismo „Nowiny Psychiatryczne”.
Autor podręcznika psychiatrii klinicznej (Diagnostyka psychjatryczna w zarysie dla studentów i lekarzy) i wielu artykułów z zakresu neurologii i psychiatrii w języku polskim i niemieckim. Opisał i badał odruch, nazwany na jego cześć odruchem Piotrowskiego (odruch antagonistyczny mięśnia piszczelowego przedniego).

## Wybrane prace
- Untersuchungen über das Verhalten der Nervenfasern in der abgeklemmten Herzspitze. Berlin: R. Trenkel, 1906
- Die Quintuplicität der Rhythmik in mittelalterlichen Melodien. Berlin: Trenkel, 1910
- Ciało i dusza. Nowiny Lekarskie, 1913
- Leib und Seele. Himmel und Erde 26, 11, 1914
- Ueber Hydantoine als Hypnotica. Muenchner Medizinische Wochenschrift 43, 1916
- Diagnostyka psychjatryczna w zarysie dla studentów i lekarzy. Warszawa: E. Wende i S-ka, 1923
- Paranoja i poczytalność. Nowiny Lekarskie, 1923
- Leczenie i zapobieganie w psychozie maniakalno-depresywnej. Nowiny Psychjatryczne 4, 1927
- Alkoholizm i ustawodawstwo. Nowiny Psychjatryczne, 1924

## Ordery i odznaczenia
- Krzyż Oficerski Orderu Odrodzenia Polski (2 maja 1922)[1][2]